# Campionati europei di ciclismo su strada 2014
I Campionati europei di ciclismo su strada 2014 si sono svolti a Nyon, in Svizzera, dal 10 al 13 luglio 2014.

## Eventi

### Cronometro individuali
Giovedì 10 luglio
- 09:15 Donne Under 23,  26,900 km
- 14:00 Uomini Junior,  26,900 km

Venerdì 11 luglio
- 09:30 Donne Junior,  13,450 km
- 14:00 Uomini Under-23,  26,900 km

### Corse in linea
Sabato 12 luglio
- 08:30 Donne Under-23,  129,600 km
- 14:15 Uomini Junior,  129,600 km

Domenica 13 luglio
- 08:30 Donne Junior,  86,4 km
- 13:30 Uomini Under-23,  172,800 km

## Medagliere
| Pos.   | Nazione     | Oro | Argento | Bronzo | Totale |
| ------ | ----------- | --- | ------- | ------ | ------ |
| 1      | Italia      | 2   | 4       | 0      | 6      |
| 2      | Svizzera    | 2   | 1       | 1      | 4      |
| 3      | Germania    | 2   | 0       | 0      | 2      |
| 3      | Paesi Bassi | 2   | 0       | 0      | 2      |
| 5      | Francia     | 0   | 2       | 4      | 6      |
| 6      | Belgio      | 0   | 1       | 0      | 1      |
| 7      | Russia      | 0   | 0       | 2      | 2      |
| 8      | Norvegia    | 0   | 0       | 1      | 1      |
| Totale | Totale      | 8   | 8       | 8      | 24     |

## Sommario degli eventi
| Eventi                 | Oro                           | Tempo                     | Argento                    | Tempo | Bronzo                     | Tempo |
| Uomini Under-23        |                               |                           |                            |       |                            |       |
| Gara in linea dettagli | Stefan Küng Svizzera          | 4:16'05" Media 40,48 km/h | Iuri Filosi Italia         | s.t.  | Anthony Turgis Francia     | s.t.  |
| Cronometro dettagli    | Stefan Küng Svizzera          | 33'55" Media 47,60 km/h   | Davide Martinelli Italia   | a 24" | Aleksandr Evtušenko Russia | a 46" |
| Uomini Junior          |                               |                           |                            |       |                            |       |
| Gara in linea dettagli | Edoardo Affini Italia         | 3:09'38" Media 41,00 km/h | Jordi Warlop Belgio        | s.t.  | Pierre Idjouadiene Francia | a 2"  |
| Cronometro dettagli    | Lennard Kämna Germania        | 35'35" Media 45,30 km/h   | Corentin Ermenault Francia | a 26" | Tobias Foss Norvegia       | a 37" |
| Donne Under-23         |                               |                           |                            |       |                            |       |
| Gara in linea dettagli | Sabrina Stultiens Paesi Bassi | 3:32'35" Media 36,60 km/h | Elena Cecchini Italia      | s.t.  | Annabelle Dreville Francia | s.t.  |
| Cronometro dettagli    | Mieke Kröger Germania         | 40'17" Media 40,07 km/h   | Séverine Eraud Francia     | a 3"  | Ramona Forchini Svizzera   | a 5"  |
| Donne Junior           |                               |                           |                            |       |                            |       |
| Gara in linea dettagli | Sofia Bertizzolo Italia       | 2:23'17" Media 36,18 km/h | Nicole Koller Svizzera     | a 1"  | Dar'ja Egorova Russia      | s.t.  |
| Cronometro dettagli    | Aafke Soet Paesi Bassi        | 20'17" Media 39,80 km/h   | Alice Gasparini Italia     | a 5"  | Greta Richioud Francia     | a 11" |